# 柚木真理
柚木 真理（ゆのき まり、1950年8月31日 - ）は、日本の小説家、児童文学作家である。

## 人物・来歴
東京都出身、山梨県清里在住。東洋大学で国文学、民俗学を学ぶ。大学卒業後、小学校教師と山梨県史編さん専門調査員（民俗編）を勤めるかたわら、小説を書き始める。また、小学校等へ著書の朗読のための訪問も行っている。
- 1998年、『にいちゃん、ぼく反省しきれません。』が読書感想画中央コンクール指定図書＜中学校・高等学校の部[4]に選ばれる。
- 2009年本屋大賞『発掘部門』[5]に選ばれる。
- 家庭学習研究社 6年生におすすめの本[6][7]に掲載される。
- 2013年、『にいちゃん、ぼく反省しきれません。』がMBSアナウンサー ものがたりの世界2013[8]にて田丸一男、来栖正之に朗読されている。

## 作品
単行本
- にいちゃん、ぼく反省しきれません。（ポプラ社 1998年5月[9]）ISBN 978-4591055830
- 父さん、ぼく面倒みきれません。（新風舎 2005年1月）ISBN 978-4797456639

### 書籍未収録短編
- 天気予報  （『チャレンジ未来アドベンチャー6年生』Benesse進研ゼミ小学講座発行の月刊誌、2005年8月号 掲載）